# Atelornis crossleyi
La carraca terrestre cabecirrufa (Atelornis crossleyi) es una especie de ave coraciforme de la familia Brachypteraciidae.

## Distribución geográfica yhábitat
Es endémica de las selvas de Madagascar.